# Pascal (język programowania)
Pascal – język programowania wysokiego poziomu opracowany przez Niklausa Wirtha w 1970 roku. 

## Historia
Pascal jako język programowania pojawił się stosunkowo późno (Fortran, Cobol i IBM PL/I pojawiły się we wczesnych latach sześćdziesiątych XX wieku). Niklaus Wirth zaczął tworzyć Pascala w 1968, kiedy to powstał podręcznik. Pierwszy kompilator napisany w Pascalu, który miał być ręcznie skompilowany do Fortrana, okazał się porażką, druga próba się powiodła, językiem docelowym został język Scallop. Pascal został opublikowany w 1970, kiedy to został użyty w kursach na Politechnice Federalnej w Zurychu. Korzenie języka sięgają linii języków programowania Algol-60 i Algol-W. W przeciwieństwie do języka C, który został stworzony jako język programowania wysokiego poziomu, ale zapewniający ciągle dostęp niskopoziomowy jak języki asemblera, Pascal został stworzony przede wszystkim jako język do tworzenia strukturalnych aplikacji. Pierwszy opis języka Wirth zawarł w The programming language Pascal, Acta Informatica 1/1971, a kolejny, poprawiony w The programming language Pascal (Revised Report), Bericht der Fachrgruppe Computer – Wissenschaften 5/1972. Pierwszym podręcznikiem języka Pascal była pozycja Jensen, Wirth, Pascal, User Manual and Report 1974. W 1977 Wirth zarzucił pracę nad Pascalem na rzecz języka Modula. W 1982 pojawił się ISO Pascal. Mniej więcej w tym samym czasie pojawił się Compas Pascal stworzony przez Andersa Hejlsberga. Później produkt ten został przebudowany i przemianowany na PolyPascal przez firmę PolyData A/S (początkowo firma ta należała do Hejlsberga, który sprzedał ją później Borlandowi). W listopadzie 1983 pojawił się Turbo Pascal firmy Borland, który do 1987 osiągnął wersję 4. Turbo Pascal jako środowisko programistyczne wyróżniał się wówczas na tle konkurencji szybkością kompilacji i uruchomienia.     
Jedną z popularniejszych implementacji kompilatorów tego języka był produkt firmy Borland inc. – Turbo Pascal, dzięki któremu Pascal szybko się rozprzestrzenił, szczególnie w szkołach. Popularność Pascala w Polsce była większa niż w innych krajach ze względu na dostępność kompilatorów w pirackich wersjach (zanim pojawiło się prawo ochrony własności intelektualnej), prostotę języka oraz jego popularyzację przez wyższe uczelnie. Szczyt popularności tego języka przypadł na lata 80. i początek 90. XX wieku. Wraz ze zniesieniem ograniczeń COCOM, upowszechnieniem się sieci oraz systemu Unix (następnie Linuksa) stopniowo został wyparty przez C, C++ oraz Javę.
W chwili obecnej dość mocno rozpowszechnionym obiektowym dialektem języka Pascal jest Object Pascal, który stanowi podstawę dla takich języków jak Delphi, Delphi.NET, Oxygene.
Istnieją wolne kompilatory Pascala, na przykład Free Pascal, a także bazujące na nim wolne środowiska IDE jak Lazarus. Dostępna jest także wersja kompilatora o nazwie mikroPascal, która jest przeznaczona dla mikrokontrolerów (ARM, AVR, PIC, 8051).

## Pascal jako narzędzie programisty
Pascal bardzo rygorystycznie podchodzi do kontroli typów, tj. sprawdza, czy do zmiennej typu A nie próbuje się przypisać wartości typu B. Jest zatem językiem silnie typowanym.
Popularność Pascala znacznie wzrosła z pojawieniem się Delphi – środowiska programistycznego, opartego na obiektowym Pascalu, pozwalającego na błyskawiczne tworzenie atrakcyjnych wizualnie aplikacji pod Windows.

Średnik w języku Pascal jest separatorem instrukcji, podczas gdy w C++ jest terminatorem. Poprawna jest instrukcja blokowa: 
```
begin
 
x
:=
1
 
end

```

 jak również: 
```
begin
 
x
:=
1
;
 
end

```

Jednak w tym drugim przypadku w bloku są dwie instrukcje: podstawienia i pusta.
|                        | Pascal                                               | C++                                  |
| ---------------------- | ---------------------------------------------------- | ------------------------------------ |
| blok                   | begin end;                                           | { }                                  |
| działania arytmetyczne | Inc (a,5); Inc (a); Dec (a); c := 5; b := 5; a := 5; | a += 5; a++; a--; a = b = c = 5;     |
| pętla z licznikiem     | for i:=1 to 10 do begin end;                         | for (i=1; i<=10; ++i) { }            |
| pętla z warunkiem      | while W = 5 do begin end;                            | while (W == 5) { }                   |
| pętla nieskończona     | while true do begin end; repeat until false;         | while (true) { } do { } while (true) |

## Przykładowe programy
Poniżej przedstawione są przykładowe proste programy źródłowe – pełne lub podprogramy – napisane w języku Pascal. W przypadku programów pełnych można poddać je kompilacji/konsolidacji, np. w zainstalowanym ww. samodzielnie środowisku Free Pascal i uruchomić. Należy zwrócić uwagę, że w przykładach teksty wyprowadzane na urządzenie wyjścia zawierają polskie znaki diakrytyczne w standardzie UTF-8 – w przypadku użycia programów w wierszu poleceń systemu Windows należy zamienić kodowanie polskich znaków na standard CP852 – można w tym celu użyć np. edytora Notepad++ (dla standardu CP852 używa on oznaczenia OEM-852).
Uwaga! Przedstawione tu programy pokazują tylko ideę oraz składnię języka Pascal. Mogą zawierać błędy lub w praktyce mogą wymagać dodatkowych zabezpieczeń. Nie powinny być używane w praktycznym zastosowaniu, lecz jedynie w celu edukacyjnym.

### Najprostszy program wypisujący tekst
```
begin

  
writeln
(
'Hello World'
)
;

end
.

```

### Program ustalenian–tego wyrazu ciągu
Program oblicza n–ty wyraz ciągu Fibonacciego.
```
program
 
fibonacci
;

var

  
i
,
 
liczba
:
 
word
;

  
a
,
 
b
,
 
c
:
 
longint
;

begin

  
writeln
(
'Podaj, którą liczbę z ciągu Fibonacciego chcesz zobaczyć: '
)
;

  
readln
(
liczba
)
;

  
a
 
:=
 
1
;

  
b
 
:=
 
1
;

  
if
 
liczba
 
<=
 
2
 
then
 

    
writeln
(
'Wynik: '
,
 
a
)

  
else
 

  
begin

    
for
 
i
 
:=
 
3
 
to
 
liczba
 
do
 

    
begin

      
c
 
:=
 
a
+
b
;

      
a
 
:=
 
b
;

      
b
 
:=
 
c
;

    
end
;

    
writeln
(
'Wynik: '
,
 
c
)
;

  
end
;

end
.

```

### Podprogram obliczający liczbę w ciągu Fibonacciego
Podprogram ustala liczbę w ciągu Fibonacciego metodą rekurencyjną.
```
function
 
fibonacci
(
nr
:
 
integer
)
:
 
integer
;

begin

  
if
 
(
nr
 
=
 
1
)
 
or
 
(
nr
 
=
 
2
)
 
then
 

    
fibonacci
 
:=
 
1

  
else
 

    
fibonacci
 
:=
 
fibonacci
(
nr
-
1
)
 
+
 
fibonacci
(
nr
-
2
)
;

end
;

```

### Program wyliczenia miejsc zerowych funkcji kwadratowej
```
program
 
funkcja
;

var
 

  
delta
 
,
 
x1
 
,
 
x2
:
 
real
;

  
a
,
 
b
,
 
c
:
 
real
;

begin

  
writeln
(
'Podaj współczynniki a, b, c trójmianu kwadratowego: '
)
;

  
readln
(
a
,
 
b
,
 
c
)
;

  
if
 
a
 
=
 
0
 
then
 

    
writeln
(
'TO NIE JEST FUNKCJA KWADRATOWA'
)

  
else
 

  
begin

    
delta
 
:=
 
(
b
 
*
 
b
)
 
-
 
(
4
 
*
 
a
 
*
 
c
)
;

    
writeln
(
'Delta = '
,
 
delta
)
;

    
if
 
delta
 
<
 
0
 
then

      
writeln
(
'BRAK MIEJSC ZEROWYCH FUNKCJI ! (w zbiorze liczb rzeczywistych)'
)

    
else
 

    
if
 
delta
 
>
 
0
 
then
 

    
begin

      
x1
 
:=
 
((
-
 
b
)
 
-
 
sqrt
(
delta
))
 
/
 
(
2
 
*
 
a
)
;

      
x2
 
:=
 
((
-
 
b
)
 
+
 
sqrt
(
delta
))
 
/
 
(
2
 
*
 
a
)
;

      
writeln
(
'X1 = '
 
,
 
x1
)
;

      
writeln
(
'X2 = '
 
,
 
x2
)
;

    
end
 

    
else
 

    
begin

      
x1
 
:=
 
(
-
 
b
)
 
/
 
(
2
 
*
 
a
)
;

      
writeln
(
'X1 = '
 
,
 
x1
)
;

    
end
;

  
end
;

end
.

```

### Program obliczenia silni
Program oblicza silnię dowolnej liczby naturalnej n (w praktyce dowolność ta ograniczona jest zakresem danych typu). 
```
program
 
silnia_liczby
;

var
 

  
n
:
 
integer
;

function
 
silnia
(
n
:
 
integer
)
:
 
integer
;

begin

  
if
 
n
 
=
 
0
 
then
 

    
silnia
 
:=
 
1

  
else
 

    
silnia
 
:=
 
n
 
*
 
silnia
(
n
-
1
)
;

end
;

begin

  
writeln
(
'Program oblicza silnię z dowolnej liczby'
)
;

  
write
(
'Podaj liczbę: '
)
;

  
readln
(
n
)
;

  
writeln
(
n
,
'! = '
,
silnia
(
n
))
;

end
.

```

### Program sortujący tablicę liczb
W programie zaimplementowano sortowanie metodą bąbelkową.
```
program
 
sortowanie
;

const
 

  
zakres
 
=
 
99
;

var

  
Liczby
:
 
array
 
[
1
..
zakres
]
 
of
 
integer
;

  
i
,
 
j
,
 
k
,
 
n
:
 
integer
;

procedure
 
czytaj
;

begin

  
writeln
(
'Program sortuje dane metodą bąbelkową'
)
;

  
write
(
'Podaj ile liczb należy przesortować: '
)
;
 

  
read
(
n
)
;

  
for
 
i
 
:=
 
1
 
to
 
n
 
do
 

  
begin

    
write
(
'Liczba nr '
,
i
,
' = '
)
;
 

    
read
(
Liczby
[
i
])
;

  
end
;

end
;

procedure
 
pisz
;

begin

  
writeln
(
'Oto liczby posortowane rosnąco:'
)
;

  
for
 
i
 
:=
 
1
 
to
 
n
 
do
 

    
write
(
liczby
[
i
]
,
' '
)
;

  
readln
;

end
;

begin

  
czytaj
;

  
for
 
i
 
:=
 
2
 
to
 
n
 
do
 

  
begin

    
for
 
j
 
:=
 
n
 
downto
 
i
 
do
 

    
begin

      
if
 
Liczby
[
j
-
1
]
 
>
 
Liczby
[
j
]
 
then
 

      
begin

        
k
 
:=
 
liczby
[
j
-
1
]
;

        
Liczby
[
j
-
1
]
:=
Liczby
[
j
]
;

        
Liczby
[
j
]
:=
k
;

      
end
;

    
end
;

  
end
;

  
pisz
;

  
readln
;

end
.

```

### Program symulujący kostkę do gry
```
program
 
kostka
;

uses
 

  
crt
;

var

  
kost
:
 
integer
;

  
znak
:
 
string
;

begin

  
randomize
;

  
repeat

    
clrscr
;

    
write
 
(
'Iluścienną kostką chcesz grać?:'
)
;

    
readln
(
kost
)
;

    
if
 
(
kost
 
<
 
4
)
 
then

    
begin

      
writeln
(
'Kostka musi mieć minimum 4 ściany'
)
;

      
readln
;

    
end
;

  
until
 
(
kost
 
>=
 
4
)
;

  
clrscr
;

  
repeat

    
write
(
'Wylosowano : '
)
;

    
write
(
random
(
kost
)
+
1
)
;

    
writeln
(
' aby zakonczyć wcisnij "q"'
)
;

    
readln
(
znak
)
;

  
until
 
(
znak
 
=
'q'
)
 
or
 
(
znak
 
=
 
'Q'
)
;

end
.

```